# 키아니크티오사우루스
키아니크티오사우루스(학명:Qianichthyosaurus zhoui)는 어룡목 토레토크네미아과에 속하는 어룡이다. 지금은 멸종된 종으로서 전체적인 몸길이가 1.3m인 중형의 몸집을 가진 어룡에 속한다.

## 특징
키아니크티오사우루스는 트라이아스기 후기 라디니아와 카르니아에서 멸종된 어룡의 한 속이다. 화석은 중국 남동부 구이저우의 황투탕 부근 팔랑층 카르니아암에서 발견이 됐다. 모식종은 1999년에 춘리(春立)에 의해 명명된 키아니크티오사우루스 저우이( theosaurusosaurus)다. 두 번째 종인 키아니크티오사우루스 싱요엔시스는 2013년에 펭페이 양과 동료들에 의해 팔랑 층의 오래된(라디니아) 퇴적물에서 이름을 얻었다. 완전한 키아니크티오사우루스 화석은 샤오와 층에서 흔하며 어린 개체와 임신한 표본들이 모두 알려져 있다. 동시대의 큰 표본인 구이저우히치오사우루스와 관링사우루스는 더욱 희귀하다. 키아니크티오사우루스는 길이가 1.5m(4피트 11인치)인 성체 표본과 길이가 1.3m(4피트 3인치)인 싱요엔시스 표본으로 작은 어룡이었다. 두 종 모두 길이가 2미터(6피트 7인치)에 이르는 짧고 뾰족한 코, 작은 이빨, 그리고 뒷지느러미를 가지고 있었다. 두 종 중에서 Q. 싱요엔시스는 코가 더 길었다. 키아니크티오사우루스는 미국 캘리포니아의 카니안의 토레토크네무스와 가장 유사하다. 그들은 넓어진 대퇴골의 끝부분과 양쪽 끝에 칼자국이 있는 네 개의 파낸 지느러미를 공유하지만 차이점으론 키아니크티오사우루스는 더 긴 앞지느러미와 다른 모양의 좌골을 가지고 있다. 이러한 두개의 속들은 함께 토레토크네메과(Toretocnemidae)를 형성한다. 먹이로는 당대에 서식했던 물고기, 갑각류, 두족류를 주로 잡아먹고 살았을 육식성의 어룡으로 추정되는 종이다.

## 생존시기와 서식지와 화석의 발견
키아니크티오사우루스가 생존했었던 시기는 중생대의 트라이아스기 후기로서 지금으로부터 2억년전~1억 8000만년전에 생존했었던 종이다. 생존했었던 시기에는 중국을 중심으로 하는 동남아시아의 서부 태평양에서 주로 서식했었던 어룡이다. 화석의 발견은 1999년에 중국의 트라이아스기에 형성된 지층에서 중국의 고생물학자인 춘리에 의하여 처음으로 화석이 발견되어 새롭게 명명된 종이다.

## 같이 보기
- 파충류
- 중생대
- 트라이아스기
- 어룡
- 화석